# عبد الإله بن محمد بن عبد المعين
عبد الإله بن محمد بن عبد المعين بن عون (1845 – 29 أكتوبر 1908) تولى أمارة الحجاز بالوكالة من عام 1297هـ حتى عام 1299هـ. أعلن في عام 1882 ولفترة وجيزة أمير وشريف مكة. وتم تعيينه مرة أخرى في عام 1908 لكنه توفي قبل أن يصل إلى مكة.

## نسبه
هو عبد الإله بن محمد بن عبد المعين بن عون بن محسن بن عبد الله بن الحسين بن عبد الله بن الحسن بن محمد أبو نمي الثاني بن بركات بن محمد بن بركات بن الحسن بن عجلان بن رميثة بن محمد أبو نمي الأول بن الحسن بن علي الأكبر بن قتادة بن إدريس بن مطاعن بن عبد الكريم بن عيسى بن الحسين بن سليمان بن علي بن عبد الله بن محمد بن موسى بن عبد الله بن موسى  بن عبد الله بن الحسن بن الحسن بن علي بن أبي طالب الحسني الهاشمي القرشي.

## الإقامة
كانت إقامته على شاطئ البحر، والمعروفة باسم (Şerifler Yalısı) في حي «إيميرقان» (Emirgan) في إسطنبول، تم تحويلها إلى متحف.